# Carl Barus
Carl Barus (Cincinnati, 19 de fevereiro de 1856 — 1928) foi um físico dos Estados Unidos.
Filho de imigrantes alemães, estudou na faculdade de Woodward em Cincinnati.

## Prémios
- Prémio Rumford 1900